# Марс-2

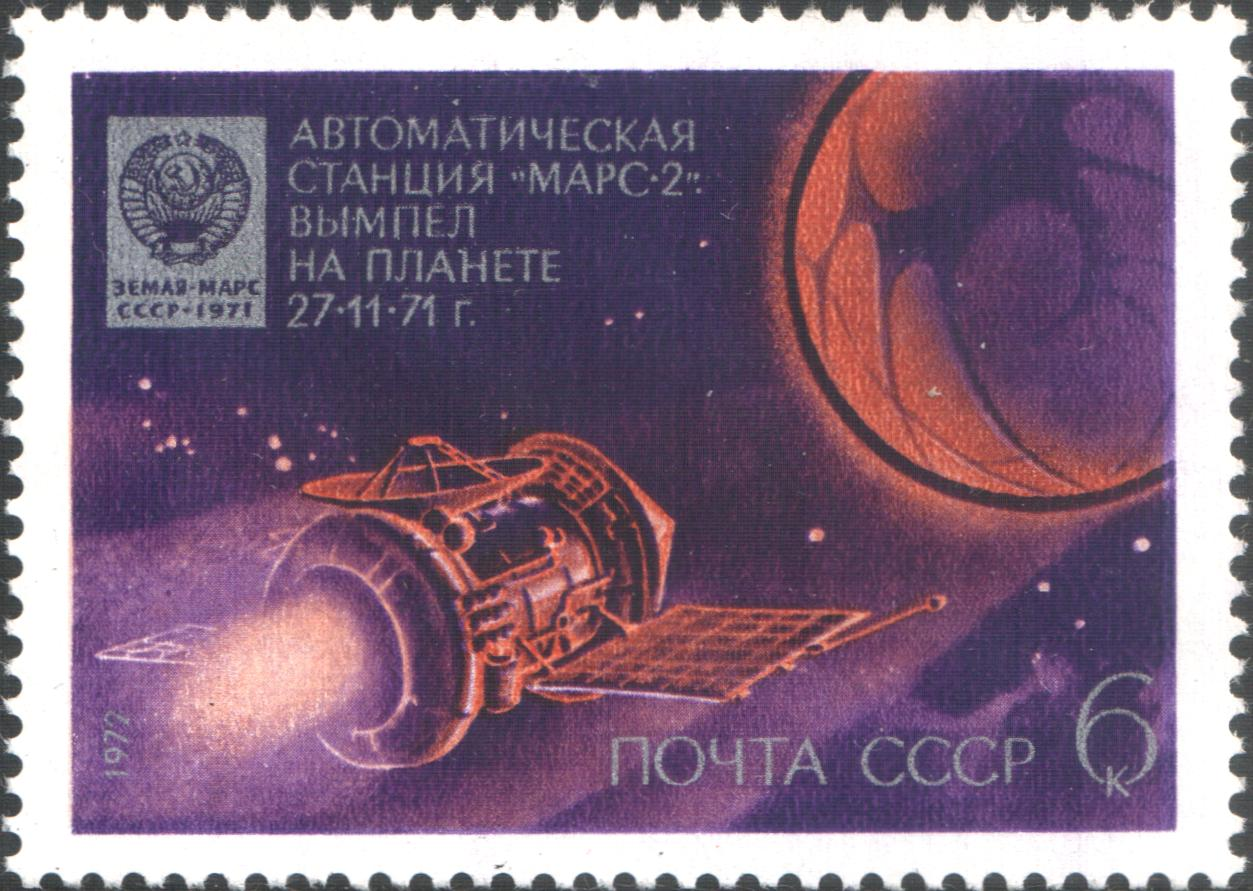

Марс-2 — советская автоматическая межпланетная станция (АМС) четвёртого поколения космической программы «Марс». Одна из трёх АМС серии М-71. Станция «Марс-2» предназначена для исследования Марса как с орбиты, так непосредственно на поверхности Марса. АМС состояла из орбитальной станции — искусственного спутника Марса и спускаемого аппарата с автоматической марсианской станцией. Спускаемый аппарат разбился о поверхность планеты, а станция успешно вышла на орбиту, где проработала свыше 8 месяцев.
Первая в мире попытка мягкой посадки спускаемого аппарата на Марс (неудачная). Первый спускаемый аппарат, достигший поверхности Марса.
АМС «Марс-2» разработана в НПО имени С. А. Лавочкина.

## Технические характеристики
- Масса АMC при запуске: 4625 кг[1]
- Масса орбитальной станции при запуске: 3625 кг
- Масса спускаемого аппарата при запуске: 1000 кг
- Масса спускаемого аппарата при входе в атмосферу Марса: нет сведений из авторитетных источников
- Масса автоматической марсианской станции: 355 кг. (после мягкой посадки на Марс)

## Оборудование
АМС состояла из орбитальной станции и спускаемого аппарата с автоматической марсианской станцией.
Компоновку АМС предложил молодой конструктор В. А. Асюшкин.
Основные части орбитальной станции: приборный отсек, блок баков двигательной установки, корректирующий реактивный двигатель с узлами автоматики, солнечная батарея, антенно-фидерные устройства и радиаторы системы терморегулирования.
АМС для обеспечения полёта имела ряд систем. В состав системы управления входили: гиростабилизированная платформа; бортовая цифровая вычислительная машина и система космической автономной навигации. Кроме ориентации на Солнце, при достаточно большом удалении от Земли (около 30 млн км) проводилась одновременная ориентация на Солнце, звезду Канопус и Землю.
Система управления разработана и изготовлена НИИ автоматики и приборостроения. Масса системы управления — 167 кг, потребляемая мощность — 800 ватт. Прототипом системы управления являлась вычислительная система лунного орбитального корабля, ядром которой была БЦВМ С-530 на элементах типа «Тропа».
Межпланетная станция была оборудована системой космической автономной навигации, не имевшей аналогов в мире. В системе использовался оптический угломер. За 7 часов до прилета к Марсу прибор должен был провести первое измерение углового положения Марса относительно базовой системы координат. Данные измерений передавались в бортовой компьютер системы управления, который рассчитывал вектор третьей коррекции, необходимый для перевода станции на номинальную траекторию. По результатам расчетов система управления КА без вмешательства с Земли выдавала команды на выполнение коррекции.
В орбитальной станции находилась научная аппаратура, предназначенная для измерений в межпланетном пространстве, а также для изучения окрестностей Марса и самой планеты с орбиты искусственного спутника: феррозондовый магнитометр; инфракрасный радиометр для получения карты распределения температуры по поверхности Марса; инфракрасный фотометр для изучения рельефа поверхности по измерению количества углекислого газа; оптический прибор для определения содержания паров воды спектральным методом; фотометр видимого диапазона для исследования отражательной способности поверхности и атмосферы; прибор для определения радиояркостной температуры поверхности в диапазоне 3,4 см, определения её диэлектрической проницаемости и температуры поверхностного слоя на глубине до 30—50 см; ультрафиолетовый фотометр для определения плотности верхней атмосферы Марса, определения содержания атомарного кислорода, водорода и аргона в атмосфере; счётчик частиц космических лучей; энергоспектрометр заряженных частиц; измеритель энергии потока электронов и протонов от 30 эВ до 30 кэВ. А также две фототелевизионные камеры.
Спускаемый аппарат представлял собой конический аэродинамический тормозной экран, закрывающий автоматическую марсианскую станцию (по форме близкую с сферической). Сверху на автоматической марсианской станции был прикреплён стяжными лентами тороидальный приборно-парашютный контейнер, содержавший в себе вытяжной и основной парашюты, и приборы, необходимые для обеспечения увода, стабилизации, осуществления схода с околомарсианской орбиты, торможения и мягкой посадки и соединительная рама. На раме размещены твердотопливный двигатель перевода спускаемого аппарата с пролётной на попадающую траекторию и агрегаты системы автономного управления для стабилизации спускаемого аппарата после его расстыковки с орбитальной станцией.
Перед полётом спускаемый аппарат был подвергнут стерилизации.

## Ход полёта
Станция была запущена с космодрома Байконур при помощи ракеты-носителя Протон-К с дополнительной 4-й ступенью — разгонным блоком Д 19 мая 1971 года в 19:22:49 МСК. В отличие от АМС предыдущего поколения, «Марс-2» был сначала выведен на промежуточную орбиту искусственного спутника Земли, а затем разгонным блоком «Д» переведён на межпланетную траекторию.
Полёт станции к Марсу продолжался более 6 месяцев. 17 июня и 20 ноября 1971 года были успешно проведены коррекции траектории движения. До момента сближения с Марсом полёт проходил по программе. 27 ноября 1971 года была проведена третья коррекцию траектории. Коррекция была выполнена с помощью бортовой автоматики без использования наземных средств. Система автономной астроориентации станции обеспечила ее ориентацию и определила положение станции относительно Марса. Полученные данные были автоматически введены в бортовую электронно-вычислительную машину, которая рассчитала величину и направление корректирующего импульса и выдала необходимые команды для проведения коррекции. После проведения третьей коррекции станция вышла на траекторию, проходящую на расстоянии 1380 км от поверхности Марса.
Спускаемый аппарат «Марса-2» был отстыкован 27 ноября 1971 года, когда АМС подлетала к планете, до торможения орбитальной станции и перехода её на орбиту спутника Марса. Перед отделением станция «Марс-2» должна была сориентирована так, чтобы спускаемый аппарат после отделения мог двигаться в требуемом направлении. Через 15 мин после отделения на спускаемом аппарате включилась твердотопливная двигательная установка, которая обеспечила перевод спускаемого аппарата на траекторию попадания на Марс. Однако угол входа в атмосферу оказался больше допустимого. Спускаемый аппарат слишком круто вошел в марсианскую атмосферу, из-за чего не успел затормозить на этапе аэродинамического спуска. Парашютная система в таких условиях спуска была неэффективной, и спускаемый аппарат, пройдя сквозь атмосферу планеты, разбился о поверхность Марса в точке с координатами 4° с. ш. и 47° з. д. (Долина Нанеди в Земле Ксанфа), впервые в истории достигнув поверхности Марса. Спускаемый аппарат «Марс-2» стал первым рукотворным предметом на планете.
Орбитальная станция после отделения спускаемого аппарата выполнила торможение и вышла на орбиту искусственного спутника Марса. Параметры орбиты: максимальное удаление от поверхности Марса 25000 км, минимальное удаление от поверхности Марса 1380 км, наклонение орбиты к плоскости марсианского экватора 48° 54', период обращения 18 часов.
Отклонения от расчётных значений траектории движения спускаемого аппарата были вызваны недостаточным тестированием матобеспечения бортового компьютера. Марс-2 шёл достаточно точно по запланированной траектории. Положение станции относительно Марса до отделения спускаемого аппарата от орбитального блока практически не отличалось от расчётного положения спускаемого аппарата для перевода на траекторию попадания. Третья коррекция не требовалась. Однако поведение станции в этом случае не проверялось на стенде системы управления.
Большая пылевая буря, которая началась 22 сентября 1971 года в светлой области Noachis в южном полушарии, к 29 сентября охватила двести градусов по долготе от Ausonia до Thaumasia, в 30 сентября закрыла южную полярную шапку, затрудняла научные исследования поверхности Марса с искусственных спутников «Марс-2», «Марс-3», «Маринер-9». Только около 10 января 1972 года пылевая буря прекратилась, и Марс принял обычный вид.
Разработчики фототелевизионной установки (ФТУ) использовали неправильную модель Марса. Поэтому были выбраны неверные выдержки. Снимки получались пересветлёнными, практически полностью непригодными. После нескольких серий снимков (в каждой по 12 кадров) фототелевизионная установка не использовалась.
Из-за плохого качества телеметрии почти все научные данные спутника были потеряны.
23 августа 1972 года ТАСС сообщил о завершении программы полёта. Станция свыше 8 месяцев осуществляла комплексную программу исследования Марса. За это время станция совершила 362 оборота вокруг планеты. АМС продолжала исследования до исчерпания азота в системе ориентации и стабилизации.

## Сравнение с АМС Маринер-9
- Тепловое излучение грунта, по которому определялась его структура, исследовалось не только в инфракрасном, но (в отличие от Маринера-9) и в радиодиапазоне[7].
- Получены фотометрические профили Марса глобального характера во многих спектральных диапазонах. Таких измерений Маринер-9 не проводил[7].
- Определялось содержание воды в атмосфере. Методика измерения использовала область спектра, где доминирует отражённое солнечное излучение, а не тепловое, и интенсивность полосы почти не зависит от вертикального распределения температуры. Такая методика, в принципе, совершеннее методики использованной на Маринере-9[7].